# Squelch
Indenfor telekommunikation er en støjspærre (engelsk squelch (SQL); mest kendt på dansk) et kredsløb, hvis formål er at dæmpe eller slukke for signaludgangen (fx audio og/eller video) fra en radiomodtager, ved fraværet af et brugbart signal.
En squelch anvendes i radiomodtager (især ved tovejskommunikation) og VHF/UHF-radioskannere til at fjerne lydstøj, når radioen ikke modtager et tilstrækkeligt stærkt radiosignal.
Faktisk findes der flere squelch funktionsvarianter; en bærebølge-squelch (CSQ), en støj-squelch (NSQ) - og en selektiv-squelch:
- En bærebølge-squelch sammenligner med det modtagne signals bærebølges signalstyrke (AGC) med en variabel referencespænding. Er bærebølgen stærkere end referencespændingen, åbnes der for signaludgangen.
- En støj-squelch sammenligner med det modtagne signals højfrekvente støjs signalstyrke med en variabel referencespænding. Er støjen mindre end referencespændingen, åbnes der for signaludgangen.
- En selektiv-squelch søger efter et specielt signalmønster i det modtagne signal. Findes mønsteret, åbnes der for signaludgangen.
  - En tonesquelch søger efter en eller flere lavfrekvente toner i det modtagne signal - findes de, åbnes der for signaludgangen.
  - Et analogt eller digitalt videosignal indeholder standardmønstre fx "analog" linjesignalering og billedsignalering. Registreres mønsteret åbnes der for signaludgangen.

## Bærebølge-squelch teknisk
En squelch er en indstillingsmulighed på de fleste modtagere og er altså en slags minimumsgrænse for signaler eller en "dørvogter" for svage signaler.
Vandret er tiden på graferne - og lodret er signalstyrken. De sorte kurver er signalstyrken som funktion af tiden.
På billedet herover, er squelchen helt "åben". Det vil i de fleste tilfælde sige, at den der drejet helt med uret, og der kommer støj ud af modtageren.
Tegningen illustrer squelchens indstilling, som den blå stiplede linje.
På tegningen er også vist to signaler – et kraftigt og et svagt. Resten er bare den støj, der omgiver signalet.
Vi kan betragte det lyseblå felt, som værende det modtageren skal ignorere.
Fordi squelchen er helt åben, vil modtageren gengive både støjen og signaler.
Bliver squelchen derimod helt lukket, vil signalerne også være i det blå felt og blive ignoreret. Der vil derfor aldrig blive gengivet nogle signaler.
Der er nu blevet åbnet lidt for squelchen – lige præcist så meget, at det stærke signal, er over squelch-grænsen, men der vil stadigvæk ikke ske modtagelse af det svage signal.
Squelchen er nu indstillet optimalt – præcist så lavt, at det svage signal også bliver gengivet og samtidigt så højt, at støjen ikke bliver gengivet.
At finde det optimale punkt, er ikke altid lige let og kan variere meget fra modtager til modtager. Der kan ikke gives nogen eksakt metode, der altid virker, men i mange tilfælde kan det være godt at finde et reference-signal, et signal der bliver udsendt kontinuert og som er forholdsvist svagt, og så indstille efter det.